# HMS Birmingham (C19)
La HMS Birmingham (Pennant number C19) è stata un incrociatore leggero, Classe Town, tipo Southampton, della Royal Navy. Venne impostata nei cantieri Devonport di Plymouth il 18 luglio 1935, varata il 1º settembre 1936 ed entrò in servizio il 18 novembre 1937.

## Servizio

### 1937-1941
La Birmingham venne assegnata inizialmente al Quinto Squadrone Incrociatori in Cina nel gennaio 1938. Allo scoppio della Seconda guerra mondiale nel settembre 1939, partì per Malta per sottoporsi a dei lavori prima di tornare nella Home Fleet tra il marzo e l'aprile 1940, inquadrata nel 18º Squadrone Incrociatori con compiti di pattuglia della costa norvegese per allontanare pescherecci tedeschi dalla zona. A metà di aprile scortò insieme alla Manchester e alla Cairo un convoglio di truppe diretto in Norvegia e nel mese successivo evacuò insieme alla Manchester 1.500 soldati da Åndalsnes. Tornata in patria venne sottoposta ad un altro ciclo di lavori tra il settembre ed il dicembre 1940.
Dal gennaio 1941 fino all'aprile successivo ebbe compiti di scorta a convogli di truppe dirette in Medio Oriente, passando per il Capo di Buona Speranza. In maggio tornò in Inghilterra e partecipò alla Caccia alla Bismarck e all'incrociatore pesante Prinz Eugen. La Birmingham si trovava di pattuglia nel tratto di mare tra l'Islanda e le Isole Fær Øer e non riuscì quindi ad ingaggiare il combattimento con le navi nemiche. Successivamente scortò il convoglio Ws-9A dal Regno Unito al Sudafrica, arrivando a destinazione il 4 luglio. Mentre si trovava in Sudafrica venne sottoposta a piccole riparazione nel bacino di Simon's Town, dove ricevette anche i radar Mk284 e 291, oltre a nuove armi antiaeree.

### 1942-1945
Completati i lavori nel febbraio 1942, la Birmingham venne trasferita presso la Flotta Orientale, tornando in Sudafrica in marzo. Nel mese di giugno venne assegnata al Mediterraneo, dove entrò nel Quarto Squadrone Incrociatori al comando del Contrammiraglio Tennant. Partecipò all'Operazione Vigorous, che prevedeva la scorta di un convoglio diretto da Alessandria d'Egitto a Malta in contemporanea con un altro convoglio partito da Gibilterra e denominato Operazione Harpoon. I combattimenti legati a questi due convogli verranno poi ricordati con il nome di Battaglia di mezzo giugno. Nel mese di marzo venne danneggiata da un attacco aereo condotto da 15 Junkers Ju 87 tedeschi e CANT Z.1007 italiani. Anche se non riuscirono a colpire la Birmingham direttamente riuscirono a danneggiarla con le esplosioni delle bombe cadute a breve distanza. In settembre tornò nell'Oceano Indiano e partecipò alle operazioni per l'occupazione del Madagascar. Nel mese di novembre scortò un convoglio diretto a Mahajanga, sulla costa occidentale dell'isola, dove sbarcarono i soldati della Decima Brigata di fanteria protetti dagli aerei della Illustrious
Nell'aprile del 1943 subì dei nuovi lavori di ammodernamento in patria, che durarono fino ad ottobre. Tornò quindi nel Mediterraneo ed il 28 novembre venne colpita da un siluro lanciato dall'U-Boot tedesco U-407 al largo della Cirenaica. Seriamente danneggiata, la Birmingham riuscì a raggiungere Alessandria, dove ricevette delle riparazioni temporanee. Nel giugno 1944 si diresse negli Stati Uniti dove venne riparata in maniera definitiva. Nel novembre dello stesso anno vennero completati i lavori e ritornò in patria, venendo inquadrata nel 10º Squadrone Incrociatori con base a Scapa Flow.

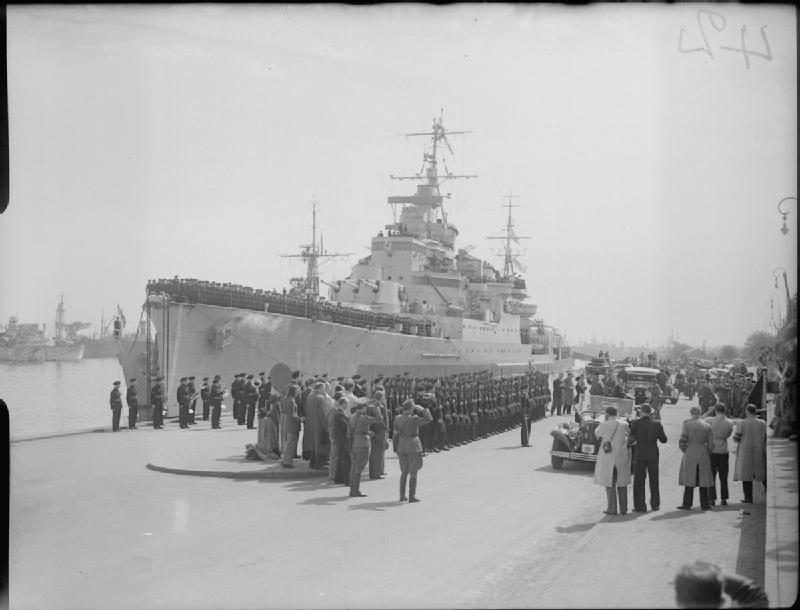
Il Maresciallo di Campo Montgomery passa in rassegna una Guardia d'onore di Royal Marines della Birmingham a Copenaghen appena liberata

Nel maggio 1945, negli ultimi giorni di guerra, una forza comprendente la Birmingham, l'incrociatore leggero Dido ed alcuni cacciatorpediniere venne distaccata nel Mar Baltico per occupare i porti occupati dai tedeschi. Le navi passarono attraverso lo sbarramento di mine al largo dello Skagerrak, raggiungendo Copenaghen il 9 maggio, dove presero il controllo degli incrociatori tedeschi Prinz Eugen e Nürnberg al momento della resa. Il 13 maggio seguente la Birmingham venne rilevata dalla Devonshire e tornò in patria.

### Nel dopoguerra
Nel 1948 la Birmingham venne trasferita nell'Atlantico Meridionale. Servì quindi nella Flotta delle Indie Orientali con il Quarto Squadrone Incrociatori tra il 1949 ed il 1950. In quest'anno venne sottoposta ad un ciclo di lavori di ammodernamento durati fino al 1952 che modificarono il ponte, aggiunsero l'aria condizionata rendendola adeguata per il servizio in estremo oriente. Inoltre per controllare l'armamento antiaereo da 105 mm venne dotata di 2 controlli fuoco Mk 6 ad ampio angolo posti ai lati dell'ex hangar per il velivolo da ricognizione. Questa fu l'ultima modernizzazione subita dalla nave, in quanto venne ritenuta troppo obsoleta per giustificare ulteriori lavori. Rientrata in servizio venne trasferita presso la Flotta dell'Estremo Oriente, dove operò nel 5º Squadrone Incrociatori. Partecipò alla Guerra di Corea durante la quale sparò 1.051 colpi da 150 mm. Nel giugno 1952, mentre i negoziati che si svolgevano a Panmunjeom si orientavano lentamente verso un armistizio, la Birmingham insieme alla Newcastle e a due fregate, fornì appoggio a navi da sbarco americane impegnate ad evacuare coreani del sud dalle isole sulla costa nord occidentale. Nel giugno 1954 tornò in patria, venendo assegnata l'anno successivo alla Mediterranean Fleet, dove divenne l'ammiraglia del Primo Squadrone Incrociatori. Nel giugno 1957 fu una delle sette navi da guerra impegnate in un'esercitazione al largo dei porti turchi nel Mar Nero agli ordini del Comandante in Capo della Mediterranean Fleet, l'ammiraglio Sir Ralph Edwards. Queste operazioni portarono a forti proteste del governo sovietico. Nel maggio 1959 mentre operava nelle acque maltesi, entrò in collisione con il cacciatorpediniere Delight, causando la morte di due marinai, uccisi dal fumo mentre ispezionavano i compartimenti sotto la linea di galleggiamento controllando i danni.
La nave andò in disarmo presso la base di Devonport il 3 dicembre 1959, ultima nave della sua classe ad essere ritirata dal servizio attivo. Venne demolita nel settembre dell'anno successivo presso i cantieri Ward di Inverkeithing. Il suo stemma è attualmente visibile nel complesso dei bacini di carenaggio di Simon's Town in Sudafrica.